# Byron Brown
Pour les articles homonymes, voir Brown.
Byron Brown (24 septembre 1958) est un homme politique américain. Membre du Parti démocrate, il est maire de Buffalo dans l'État de New York depuis 2006. Il est le premier maire afro-américain dans l'histoire de la ville. Il avait avant été membre du Sénat de l'État de New York de 2001 à 2005.

## Histoire
Lorsqu'il a prêté serment au Sénat de l'État de New York le 1er janvier 2001, Byron Brown devenait le premier sénateur afro-américain élu hors de la ville de New York. Il fait également partie de l'Histoire en devenant le premier membre d'une minorité de l'État de New York à représenter une majorité blanche. Il était le premier à être élu pour représenter le Masten District au Buffalo Common Council en 1995. Pendant ces années au Council, le sénateur Brown était présenté comme "luisant, créatif et travaillant dur" dans un article du Buffalo News et est reconnu en 1989 par le magazine Ebony comme un des "30 leaders du futur".